# Neuwerk
Neuwerk (3 km², 39 habitantes) é uma ilha do mar de Wadden na costa do Mar do Norte alemão. Neuwerk está situada entre a foz do rio Elba e a do rio Weser, frente à costa de Cuxhaven. 
Em 1556 Neuwerk foi polderizada. Os diques protegem a costa. A parte oriental da ilha pertence ao Parque Nacional do Mar de Wadden de Hamburgo e está protegida. Administrativamente pertenece ao estado de Hamburgo.